# Erben Wennemars
Egbert Rolf Wennemars –conocido como Erben Wennemars– (Dalfsen, 1 de noviembre de 1975) es un deportista neerlandés que compitió en patinaje de velocidad sobre hielo. 
Participó en tres Juegos Olímpicos de Invierno, entre los años 1998 y 2006, obteniendo dos medallas de bronce en Turín 2006, en las pruebas de 1000 m y persecución por equipos (junto con Sven Kramer, Mark Tuitert, Carl Verheijen y Rintje Ritsma).
Ganó once medallas en el Campeonato Mundial de Patinaje de Velocidad sobre Hielo en Distancia Individual entre los años 1999 y 2008, y cuatro medallas en el Campeonato Mundial de Patinaje de Velocidad sobre Hielo en Distancia Corta entre los años 1998 y 2005.

## Palmarés internacional
| Juegos Olímpicos                           | Juegos Olímpicos                | Juegos Olímpicos  | Juegos Olímpicos        |
| Año                                        | Lugar                           | Medalla           | Prueba                  |
| ------------------------------------------ | ------------------------------- | ----------------- | ----------------------- |
| 2006                                       | Turín (Italia)                  | Medalla de bronce | 1000 m                  |
| 2006                                       | Turín (Italia)                  | Medalla de bronce | Persecución por equipos |
| Campeonato Mundial en Distancia Individual |                                 |                   |                         |
| Año                                        | Lugar                           | Medalla           | Prueba                  |
| 1999                                       | Heerenveen (Países Bajos)       | Medalla de plata  | 500 m                   |
| 2001                                       | Salt Lake City (Estados Unidos) | Medalla de bronce | 1500 m                  |
| 2003                                       | Berlín (Alemania)               | Medalla de oro    | 1000 m                  |
| 2003                                       | Berlín (Alemania)               | Medalla de oro    | 1500 m                  |
| 2003                                       | Berlín (Alemania)               | Medalla de bronce | 500 m                   |
| 2004                                       | Seúl (Corea del Sur)            | Medalla de oro    | 1000 m                  |
| 2004                                       | Seúl (Corea del Sur)            | Medalla de bronce | 1500 m                  |
| 2005                                       | Inzell (Alemania)               | Medalla de oro    | Persecución por equipos |
| 2007                                       | Salt Lake City (Estados Unidos) | Medalla de oro    | Persecución por equipos |
| 2007                                       | Salt Lake City (Estados Unidos) | Medalla de plata  | 1500 m                  |
| 2008                                       | Nagano (Japón)                  | Medalla de oro    | Persecución por equipos |
| Campeonato Mundial en Distancia Corta      |                                 |                   |                         |
| Año                                        | Lugar                           | Medalla           | Prueba                  |
| 1998                                       | Berlín (Alemania)               | Medalla de bronce | Clasificación general   |
| 2003                                       | Calgary (Canadá)                | Medalla de bronce | Clasificación general   |
| 2004                                       | Nagano (Japón)                  | Medalla de oro    | Clasificación general   |
| 2005                                       | Salt Lake City (Estados Unidos) | Medalla de oro    | Clasificación general   |